# 한국교직원공제회
한국교직원공제회(韓國敎職員共濟會, Korea Teachers' Credit Union, KTCU)는 모든 교직원들이 재직 중에는 물론 퇴직 후에도 교직의 보람과 생활의 풍요함을 누릴 수 있도록 설립된 정부보장의 교직원 복지기관이다. 한국교직원공제회는 대한민국 교육부 소관기관이다. 본부는 서울특별시 영등포구 여의나루로 50(여의도동)이다.

## 설립 근거
한국교직원공제회법

## 연혁
- 1971년 1월 22일 대한교원공제회법 공포
- 1971년 3월 16일 창립총회
- 1971년 7월 15일 한국중등학교교직원공제회 통합
- 1971년 9월 7일 대한교육연합회공제조합 통합
- 1973년 1월 5일 기교재개발공사 설립
- 1974년 11월 29일 과학교구공사 신설 인가
- 1976년 1월 1일 과학교구공사와 기교재개발공사 통합
- 1978년 9월 2일 본부회관 이전
- 1988년 8월 29일 노동조합 설립
- 1997년 6월 30일 과학교구공사 폐업
- 2001년 10월 9일 교원나라레저개발(주) 설립
- 2004년 1월 20일 한국교직원공제회로 사명 변경
- 2007년 5월 10일 The-K소피아그린 개장
- 2007년 11월 20일 The-K서드에이지 개관
- 2009년 9월 1일 The-K예다함상조 설립
- 2014년 3월 14일 The-K가족 CI변경 및 선포식
- 2015년 3월 1일 장기저축급여 분할급여금제도 시행
- 2016년 4월 1일 The-K 복지누리 대여제도 시행
- 2018년 3월 22일 서울 여의도 The-K 타워 개관

## 조직

### 이사장
- 상임감사
  - 감사실
    - 감사팀
- 경영전략기획실
  - 혁신전략팀
  - 기획협력팀
  - 리스크관리팀
  - 비전55 TF팀
- 홍보마케팅부
  - MPR전략팀
  - 미디어소통팀
  - 50년사 편찬 TF팀
- 준법지원실
  - 준법감시팀
  - 법무지원팀
  - 투자심사팀

| - 회원사업이사 - 회원사업전략실 - 회원사업전략팀 - 법인회원운영팀 - 공제사업부 - 회원관리팀 - 급여대여관리팀 - 수납관리팀 - 회원복지부 - 문화복지팀 - 고객지원팀 - 생활복지팀 - 보험사업부 - 기획계리팀 - 계약관리팀 - 지급심사팀 - 영업기획팀 - 지역본부 (5개 지역본부, 18개 시·도지부) | - 경영지원이사 - 경영지원부 - 경영지원팀 - 인력개발팀 - 재무관리팀 - 정보시스템부 - IT기획팀 - IT운영1팀 - IT운영2팀 - 사업운영부 - 사업체지원팀 - 회관자산관리팀 - 전략사업 TF팀 | - 기금운용총괄이사 - 기금운용전략실 - 기금운용기획팀 - 기금운용전략팀 - 외화관리체계 개선 TF팀 - 금융투자부 - 주식운용팀 - 채권운용팀 - 기업금융부 - 기업금융1팀 - 기업금융2팀 - 대체투자부 - 대체투자1팀 - 대체투자2팀 - 대체투자3팀 |

## 지부

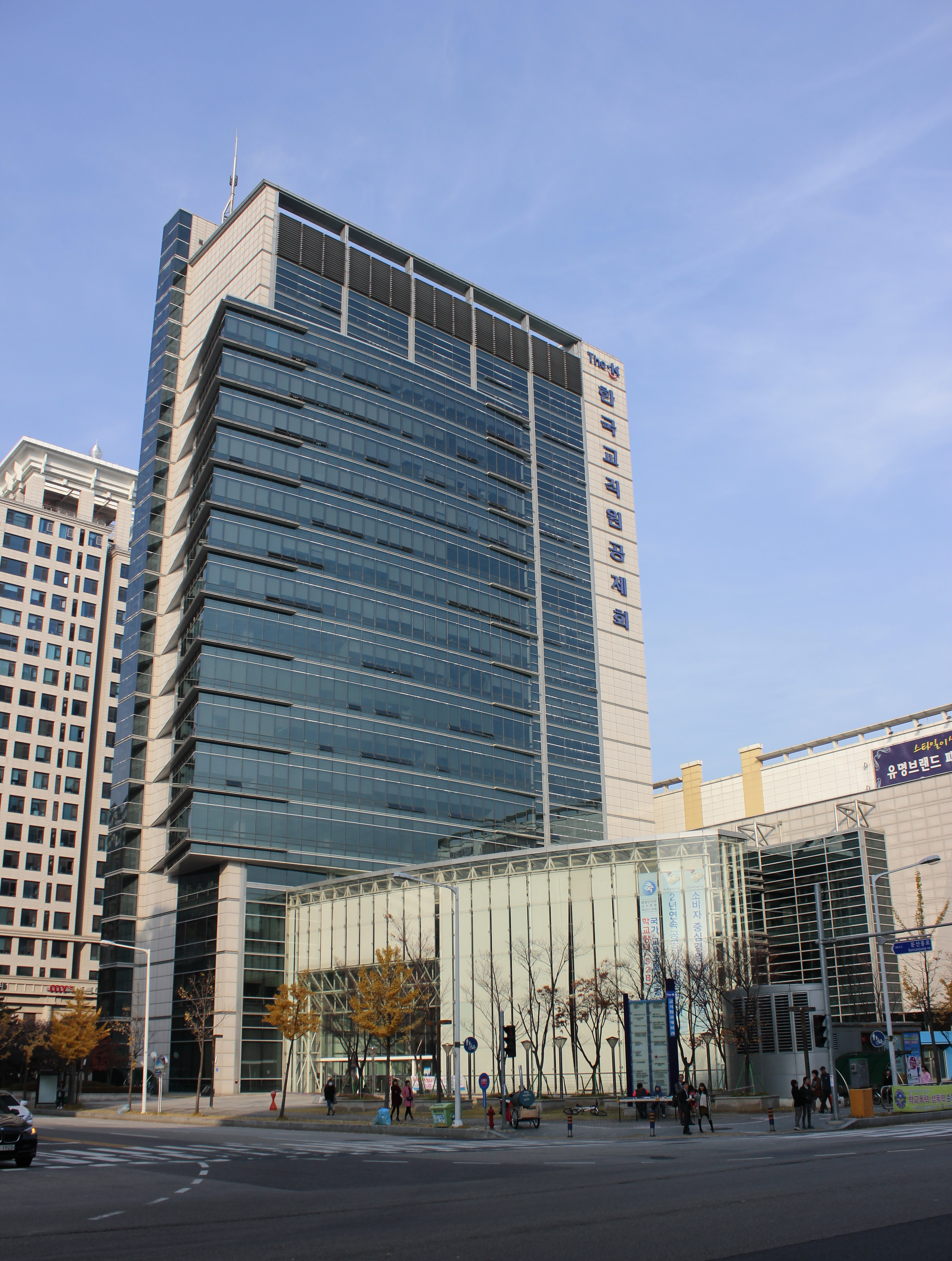
대전지부

- 서울지부: 서울특별시 종로구 창경궁로 117 하나손해보험빌딩 11층
- 강원지부: 강원도 춘천시 경춘로 2370 (온의동 513) 한국교직원공제회 강원회관 5층
- 인천지부: 인천광역시 남동구 백범로 357 (간석동 172-1) 한국교직원공제회 인천회관 2층
- 경기북부지부: 경기도 의정부시 평화로 516 (의정부동 141-3) 한화생명빌딩 2층
- 경기남부지부: 경기도 수원시 팔달구 권광로 178 (인계동 1124) 경기회관 5층
- 대전지부: 대전광역시 서구 둔산중로 8 (탄방동 700) 한국교직원공제회 대전회관 3층
- 세종지부: 대전광역시 서구 둔산중로 8 (탄방동 700) 한국교직원공제회 대전회관 3층
- 충남지부: 대전광역시 서구 둔산중로 8 (탄방동 700) 한국교직원공제회 대전회관 3층
- 충북지부: 충청북도 청주시 상당구 교동로 9 (수동 309-3) 한국교직원공제회 충북회관 1층
- 광주지부: 광주광역시 서구 죽봉대로 52 (농성동 417-40) 한국교직원공제회 광주회관 1층
- 전남지부: 광주광역시 서구 죽봉대로 52 (농성동 417-40) 한국교직원공제회 광주회관 1층
- 전북지부: 전라북도 전주시 완산구 온고을로 1 (서신동 769-1) 한국교직원공제회 전북회관 4층
- 제주지부: 제주특별자치도 제주시 중앙로 150 (이도1동 1690-8) 제주 KAL빌딩 6층
- 부산지부: 부산광역시 동구 중앙대로 192 (초량동 1205-1) 한국교직원공제회 부산회관 2층
- 울산지부: 울산광역시 남구 삼산로 197 (달동 1358-8) 유안타증권빌딩 7층
- 경북지부: 대구광역시 수성구 동대구로 334 (범어동 177-4) 한국교직원공제회 대구회관 6층
- 대구지부: 대구광역시 수성구 동대구로 334 (범어동 177-4) 한국교직원공제회 대구회관 6층
- 경남지부: 경상남도 창원시 성산구 중앙대로 107 (중앙동 93-2) 한국교직원공제회 경남회관 3층

## 산하사업체
- The-K호텔앤리조트: 한국교직원공제회의 산하호텔인 The-K호텔서울, The-K호텔경주, The-K설악산가족호텔, The-K지리산가족호텔의 운영
- The-K제주호텔: 세계 수준의 특1급 해변호텔. 제주시 탑동로 66 (삼도2동 1255) 위치
- The-K저축은행 : 서울 강남구 테헤란로에 위치한 교직원들의 은행
- The-K소피아그린: 경기 여주군 점동면에 건립한 골프장 '소피아그린 CC' 운영
- The-K서드에이지: 경남 창녕군 소재 실버타운
- The-K예다함상조: 한국교직원공제회가 전액 출자하여 설립한 국내 최대 규모의 상조회사
- The-K교직원나라: 교직원의 생활안정과 복지증진을 위해 2000년 국내 최초로 교직원 복지포털

## 같이 보기
- 한국교원단체총연합회